# Rick Davies

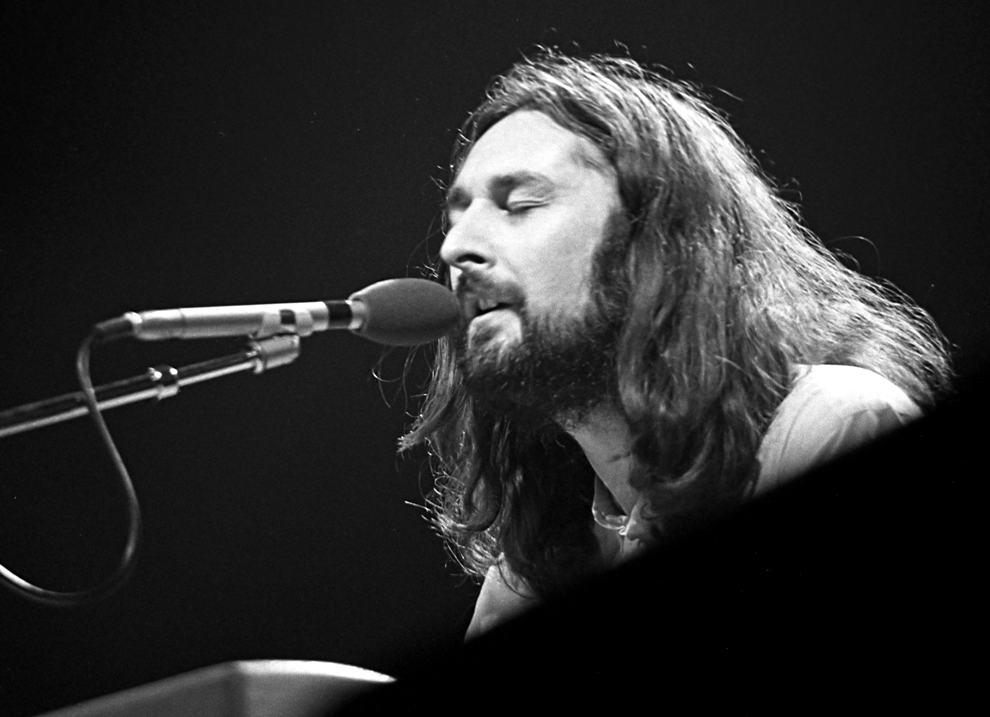
Rick Davies uppträder med Supertramp 1979.

Richard "Rick" Davies, född 22 juli 1944 i Swindon, Wiltshire, är en brittisk sångare, låtskrivare och musiker (klaviatur). Davies är känd som medlem av musikgruppen Supertramp från 1970 där han sjunger och spelar keyboard. Han har skrivit många av gruppens låtar så som "Bloody Well Right", "Crime of the Century" och "Goodbye Stranger". Deras kanske största hits "The Logical Song" och "It's Raining Again" skrevs dock av gruppens andra sångare och låtskrivare Roger Hodgson. Davies skrev ofta de låtar för gruppen som lutade mer åt rockhållet, medan Hodgson stod för de mer popiga inslagen.
Sedan Hodgson slutade i gruppen 1983 efter meningsskiljaktigheter fortsatte Davies driva den vidare fram till 1988. Han har sedan återbildat Supertramp under 1990-talet med några av de gamla medlemmarna, dock utan Hodgson. Hodgson menar att Davies brutit en överenskommelse de båda gjort om att låta Supertramp vila, och har inte varit till freds med att hans kompositioner framförs av den nya upplagan.